# Cité du Cardinal-Lemoine
La cité du Cardinal-Lemoine est une voie située dans le quartier Saint-Victor du 5e arrondissement de Paris.

## Situation et accès
La cité du Cardinal-Lemoine est desservie à proximité par la ligne 10 à la station Cardinal Lemoine.

## Origine du nom
Elle doit son nom à la rue du Cardinal-Lemoine qui porte le nom du cardinal français Jean Lemoine (1250-1313).

## Historique
Cette voie en impasse fut ouverte et a pris son nom actuel en 1883, à des fins d'accès aux immeubles construits à cet endroit à partir de la rue du Cardinal-Lemoine, à l'emplacement de l'ancienne Terre d'Alez. 